# Biberbach (Basse-Autriche)
Pour les articles homonymes, voir Biberbach.
Biberbach est une commune autrichienne du district d'Amstetten en Basse-Autriche.